# Jason Hewett
Jason Alexander Hewett (Clyde, 17 ottobre 1968) è un ex rugbista a 15, allenatore di rugby a 15 e imprenditore neozelandese, mediano di mischia delle province di Manawatu e Auckland.

## Biografia
Esordiente nel campionato nazionale provinciale con Manawatu nel 1988, militò quasi sempre nella seconda divisione del torneo; nel 1990 passò ad Auckland e fu selezionato a livello internazionale come riserva di Graeme Bachop; ebbe una sola esperienza negli All Blacks, durante un incontro della Coppa del Mondo di rugby 1991 a Leicester contro l'Italia vinto 31-21, durante il quale realizzò una meta.
Quando la disciplina divenne professionistica si trasferì in Giappone come giocatore-allenatore dei Mitsubishi Dynaboars, e successivamente fu in Scozia al Dundee High School, di nuovo nel doppio ruolo in campo e tecnico, nel quale si aggiudicò la promozione in prima divisione nel 2003.
Tornato in Nuova Zelanda, si è dedicato all'attività imprenditoriale e ha curato le vendite di un'industria della birra, oltre a entrare nello staff tecnico della squadra di rugby dell'Università di Auckland, nella quale aveva militato già da giocatore al tempo in cui ne rappresentava la provincia nel campionato nazionale.